# Aeroportul La Vanguardia
Aeroportul La Vanguardia (IATA: VVC, ICAO: SKVV) este un aeroport din Meta Department⁠(d), Columbia ce deservește zona Villavicencio. Aeroportul a fost tranzitat în 2022 de 268.598 de pasageri.
Situat la o altitudine de 421 m, aeroportul dispune de 1 pistă.

## Infrastructură

### Piste
Aeroportul dispune de o singură pistă. Pista 05/23 are suprafața de asfalt și dimensiunile 1.940 m × 30 m. 